# مونیکا کنودسن
مونیکا کنودسن (نروژی: Monica Knudsen؛ زادهٔ ۲۵ مارس ۱۹۷۵) بازیکن فوتبال زن اهل نروژ بود.
وی به‌همراه تیم ملی فوتبال زنان نروژ در بازی‌های المپیک تابستانی ۲۰۰۰ به مقام قهرمانی دست پیدا کرده‌است.